# Amblypomacentrus vietnamicus
Amblypomacentrus vietnamicus är en fiskart som beskrevs av Prokofiev 2004. Amblypomacentrus vietnamicus ingår i släktet Amblypomacentrus och familjen Pomacentridae. Inga underarter finns listade i Catalogue of Life.